# نشان ملی مالی
نشان ملی مالی شامل یک پرنده در حال پرواز، یک مسجد در مرکز، دو تیر و کمان در دو سو و خورشیدی است که در حال طلوع است. این نشان سیزده سال پس از استقلال مالی در ۲۰ اکتبر ۱۹۷۳، برگزیده شد و از آن پس به عنوان مهر جمهوری مالی دانسته شد. در سندهای اداری این نشان دیده می‌شود.

## پیشینه

نشان ملی مالی در بازهٔ ۱۹۶۱ تا ۱۹۷۳

مالی در سال ۱۹۶۰ از سنگال جدا شد و یک کشور مستقل شد. اندکی پس از استقلال یک نشان برای مالی طراحی شد که همانند نشان امروزی اش بود غیر از رنگ‌های بکار رفته در آن. نشان فعلی مالی در ۲۰ اکتبر ۱۹۷۳ در ردیف ۵۶ کمیتهٔ نظامی برای آزادی ملی (CMLN) تعریف شد.

## نمادشناسی
مسجد کشیده شده در وسط، مسجد جامع کبیر جنه است و نشان دهندهٔ حضور اسلام در این کشور است. ۹۴ درصد از مردم مالی مسلمان‌اند. گونهٔ پرندهٔ موجود در نماد همواره مورد بحث بوده‌است اما در ردیف CMLN گفته شده که این پرنده یک کرکس است و ریشه در فولکلور مالی دارد. اما منابع دیگر می‌گویند که این پرنده، کبوتر و نماد صلح است.

### همانندی
شعار مالی: «یک مردم، یک هدف، یک ایمان» است (به فرانسوی:  Un Peuple, Un But, Une Foi) که دقیقاً همان شعار سنگال است و در نشان ملی سنگال نیز دیده می‌شود.